# Corybantia flaviaristata
Corybantia flaviaristata är en tvåvingeart som beskrevs av Richter 1986. Corybantia flaviaristata ingår i släktet Corybantia och familjen parasitflugor. Inga underarter finns listade i Catalogue of Life.